# کمار بیلی-کول
کمار بیلی-کول (انگلیسی: Kemar Bailey-Cole؛ زادهٔ ۱۰ ژانویهٔ ۱۹۹۲) دونده اهل جامائیکا است.
وی در مسابقات کشوری و بین‌المللی در مجموع برندهٔ ۸ مدال طلا، ۲ مدال نقره و یک مدال برنز شده‌است.